# 祖斯甸·威廉斯 (籃球運動員)
祖斯甸·威廉斯（英語：Justin Williams，1984年5月12日—），生於美國布雷亞，美國籃球運動員，司職中鋒，現時效力委內瑞拉職業籃球聯賽球隊瓜羅斯拉拉。

## 外部連結
- 贾斯廷·威廉斯在fiba.basketball（英语）
- 贾斯廷·威廉斯在NBA官網（英语）
- 贾斯廷·威廉斯在NBA G聯盟官網（英语）
- 贾斯廷·威廉斯在Basketball-Reference.com（NBA）（英语）
- 贾斯廷·威廉斯在Basketball-Reference.com（NBA G聯盟）（英语）
- 贾斯廷·威廉斯在Sports-Reference.com（NCAA）（英语）
- 贾斯廷·威廉斯在Eurobasket.com（球員）（英语）
- 贾斯廷·威廉斯在Proballers（英语）
- 贾斯廷·威廉斯在RealGM（球員）（英语）
- Wyoming athletic bio
- Ciclista Olímpico current roster （页面存档备份，存于）